# 托恩基斯特

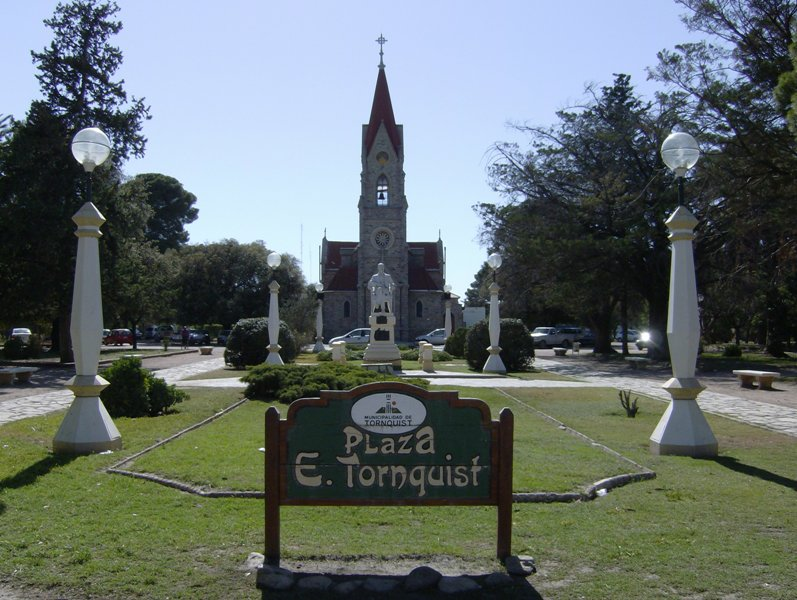
托恩基斯特廣場

托恩基斯特（Tornquist）是阿根廷的城鎮，位於該國東部，由布宜諾斯艾利斯省負責管轄，始建於1883年4月17日，海拔高度276米，主要經濟活動有農業和畜牧業，2001年人口6,066。

## 外部連結
- （西班牙文） Municipal website （页面存档备份，存于）